# Pseudomyrmex triplaridis
Pseudomyrmex triplaridis é uma espécie de formiga do género Pseudomyrmex, subfamilia Pseudomyrmecinae. Esta espécie foi descrita cientificamente por Forel em 1904.

## Distribuição
Encontra-se no Brasil, Colômbia, Costa Rica, Guyana Francesa, Guatemala, Guyana, México, Panamá, Suriname, Trinidade e Tobago e Venezuela.